# The Reading 120

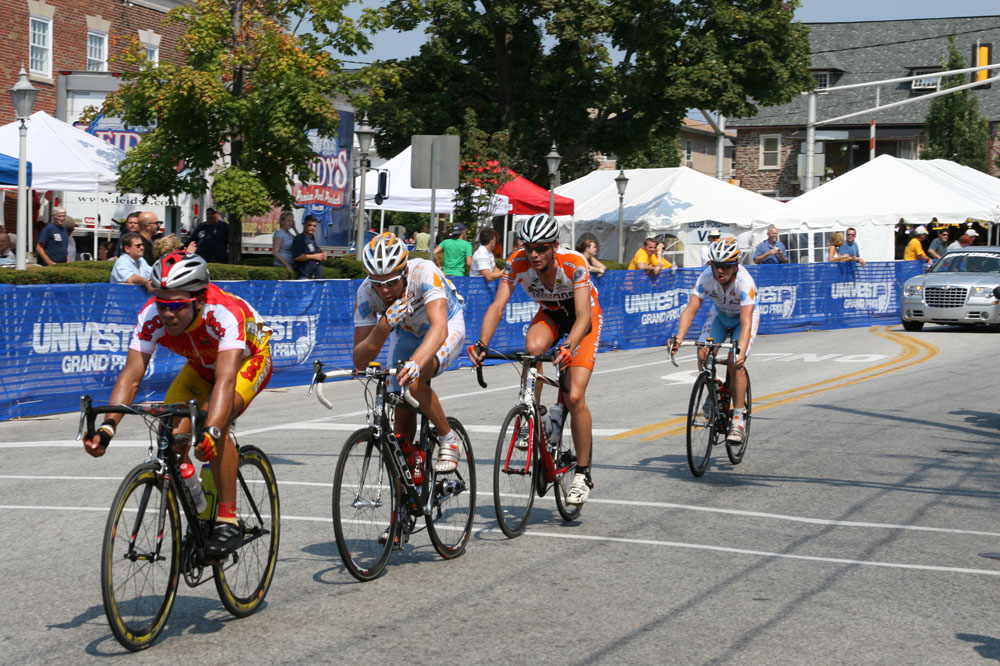
Ciclisti in azione all'Univest Grand Prix 2007

The Reading 120 era una corsa in linea maschile di ciclismo su strada svoltasi in Pennsylvania, negli Stati Uniti, con cadenza annuale dal 1999 al 2016.
Nata nel 1999 con il nome di Univest Grand Prix, fu riservata ai dilettanti fino al 2004; dal 2005 al 2016 è stata invece aperta anche ai professionisti con l'inclusione nel calendario dell'UCI America Tour come prova di classe 1.2. Organizzata come corsa in linea, nel 2009 fu disputata su due tappe e classificata come prova 2.2, tornando ad essere prova in linea l'anno successivo. Nel 2012 prese il nome di Bucks County Classic (dal nome della Contea di Bucks, dove la prova si svolgeva). Nel 2015 cambiò ancora nome assumendo la denominazione definitiva.
Dal 2009 al 2013 la corsa è stata seguita dal criterium di Doylestown.

## Albo d'oro

### The Reading 120
Aggiornato all'edizione 2016.
| Anno                 | Vincitore           | Secondo             | Terzo                    |
| Univest Grand Prix   | Univest Grand Prix  | Univest Grand Prix  | Univest Grand Prix       |
| -------------------- | ------------------- | ------------------- | ------------------------ |
| 1999                 | Alexandre Lavallee  | Tom Boonen          | Joe Papp                 |
| 2000                 | Bert De Waele       | Stéphane Auroux     | Kenneth Mercken          |
| 2001                 | non disputata       | non disputata       | non disputata            |
| 2002                 | Todd Herriott       | Cameron Hughes      | Pete Knudsen             |
| 2003                 | Ted Huang           | Kevin Bouchard-Hall | Matthew Svatek           |
| 2004                 | Stéphane Bonsergent | Pascal Lievens      | Kevin Maene              |
| 2005                 | Melito Heredia      | Alvaro Tardaguila   | Amos Brumble             |
| 2006                 | Shawn Milne         | Fausto Muñoz        | Sean Sullivan            |
| 2007                 | William Frischkorn  | Ryan Roth           | John Fredy Parra         |
| 2008                 | Lucas Euser         | Fredrik Ericsson    | Jonathan Patrick McCarty |
| 2009                 | Volodymyr Starčyk   | Philipp Mamos       | Patrik Stenberg          |
| 2010                 | Jonas Ahlstrand     | Michael Olsson      | Nick Frey                |
| 2011                 | Ryan Roth           | Frank Pipp          | Tom Zirbel               |
| Bucks County Classic |                     |                     |                          |
| 2012                 | Patrick Bevin       | Logan Hutchings     | Rob Britton              |
| 2013                 | Kiel Reijnen        | Joseph Lewis        | Matthew Cooke            |
| 2014                 | Zachary Bell        | Stephen Leece       | Jesse Anthony            |
| The Reading 120      |                     |                     |                          |
| 2015                 | Daniel Summerhill   | Toms Skujiņš        | Christopher Jones        |
| 2016                 | Oscar Clark         | Eric Marcotte       | Andžs Flaksis            |

### Criterium di Doylestown
Aggiornato all'edizione 2013.
| Anno | Vincitore        | Secondo        | Terzo            |
| ---- | ---------------- | -------------- | ---------------- |
| 2009 | Jurij Metlušenko | Johan Lindgren | Charles Dionne   |
| 2010 | Johan Lindgren   | Karl Menzies   | Jurij Metlušenko |
| 2011 | Jesse Anthony    | Jackie Simes   | Robin Carpenter  |
| 2012 | Eric Marcotte    | Frank Pipp     | Aleksej Šmidt    |
| 2013 | Joey Rosskopf    | Paul Martin    | David Guttenplan |